# NGC 4129
NGC 4129 (NGC 4130) é uma galáxia espiral barrada (SBab) localizada na direcção da constelação de Virgo. Possui uma declinação de -09° 02' 12" e uma ascensão recta de 12 horas, 08 minutos e 53,2 segundos.
A galáxia NGC 4129 foi descoberta em 3 de Março de 1786 por William Herschel.